# Récompenses pour les musiques du monde
Plusieurs récompenses existent pour récompenser les meilleurs artistes de musique du monde. En France, des Victoires de la musique sont décernées depuis 1998.
Au Royaume-Uni, des récompenses ont d'abord été remises par la BBC de 2002 à 2008, les BBC Radio 3 Awards for World Music. Elles existaient dans les catégories Afrique, Asie, Amérique, Europe, Proche-Orient, Nouvel arrivant, International, Club et étaient complétées par un prix du public et de la critique. Elles ont été remplacées par les Songlines Music Awards à partir de 2009. Parmi les gagnants se trouvent Tinariwen, Amparanoia, Khaled, Youssou N'Dour et Amadou & Mariam.